# Cable (comics)
Pour les articles homonymes, voir Cable.
Nathan Summers, alias Cable est un super-héros évoluant dans l'univers Marvel de la maison d'édition Marvel Comics. Créé par le scénariste Chris Claremont, le personnage de fiction apparaît pour la première fois dans le comic book Uncanny X-Men #201 en janvier 1986.
Le personnage a vu son heure de gloire durant les années 1990 : Cable se retrouve rapidement à la tête de l'équipe des Nouveaux Mutants (les aspirants X-Men) qu'il rebaptise X-Force.
À partir de 1993, il bénéficie de sa propre série sur laquelle ont notamment officié Jeph Loeb et Ian Churchill ; celle-ci disparaît en 2002, remplacée (pour des raisons de droits sur le nom de la série) par une éphémère série Soldier X, scénarisée par Darko Macan et dessinée par Igor Kordey. Il apparaît aussi dans la série Cable & Deadpool de Rob Liefeld.
Le personnage apparaît au cinéma dans le film Deadpool 2, incarné par Josh Brolin.

## Biographie du personnage

### Origines
Cable, de son vrai nom Nathan Christopher Charles Summers, est le fils de Scott Summers / Cyclope et de Madelyne Pryor (clone de Jean Grey créé par Mister Sinistre). Destiné à être sacrifié par Sinistre pour évincer son maître Apocalypse, ce dernier le découvre et infecte le bébé d'un technovirus. S'ensuit une bataille sur la Lune avec Facteur-X et les X-Men contre Apocalypse pour le sauver.
Vaisseau/Ship, l'ordinateur du vaisseau d'Apocalypse, fusionne avec l'enfant mais n'arrive qu'à ralentir le processus. C'est alors qu'arrive du futur Askani, Mère Askani alias Rachel Summers, sœur d'une réalité alternative, qui le ramène avec elle pour essayer de le soigner. Rachel clone Cable, au cas où elle échouerait, ce qui donnera naissance à Stryfe. 
Rachel Summers transfère les esprits de Cyclope et Jean Grey dans le futur, afin que ces derniers puissent élever Cable, sous les pseudonymes de Slym et Redd durant douze ans. Ils élimineront Apocalypse à cette époque, mais le pouvoir est pris par Stryfe et les nouveaux Cananéens qui emprisonneront Cable. Blaquesmith l'aide à s'échapper et il rejoindra la résistance Askani.
Durant cette période du futur dans la résistance, il épouse Jenskot dont il élève le fils : Tyler (qui deviendra plus tard Genesis). Lors d'une bataille, Jenskot est tuée et Tyler, manipulé mentalement par Stryfe, sera blessé par son « père » et laissé à Stryfe. Plus tard, Cable et la résistance prennent le Chrononexus (une machine à voyager dans le temps) et Cable revient à l'époque des X-Men pour modifier le futur en modifiant le passé. Stryfe le suit pour l'en empêcher.
Il intègre dans un premier temps, comme mercenaire, un groupe nommé Six Pack, qui travaille pour Mr Tolliver (en fait Tyler masqué). Lors d'une mission, Cable reconnaît Stryfe et abandonne ses hommes qui seront alors grièvement blessés (Hammer devient paraplégique, Garrison Kane perd ses bras). C'est la fin du groupe.
Stryfe crée le Front de libération mutant. Cable le combat, aidé par les Nouveaux Mutants. Il prend rapidement leur tête et rebaptise l'équipe X-Force.

### Le chant du bourreau
Stryfe, clone de Cable, attaque le Professeur Xavier à visage découvert (se faisant ainsi passer pour Cable) et débute la saga X-Cutioner's Song durant laquelle il va devoir prouver son innocence à Lucas Bishop et Wolverine qui le traquent, et éliminer définitivement Stryfe lors d'une bataille sur la Lune où ils disparaissent tous deux dans une explosion temporelle.
Cable réapparaît dans le futur avec sa propre série et ramène Garrison Kane avec lui à notre époque après lui avoir fourni des bras bioniques. Dans un premier temps, il se rend chez le professeur Xavier qui lui développe ses pouvoirs latents et l'aide à découvrir la vérité sur Redd et Slym.

### L'île de Providence
Cable devient une figure emblématique avec la nation qu'il crée avec ses pouvoirs : l'île artificielle de Providence, réalisée à partir des restes de la station spatiale Greymalkin. Ses pouvoirs étant plus puissants que jamais, il repousse facilement l'assaut lancé par le Six Pack. La plupart de ses aventures couvrant cette période sont publiées dans la série Cable & Deadpool et, parmi ses alliés, figure Prester John.
L'île est un jour attaquée par les Cavaliers d'Apocalypse : Gambit et Feu du soleil. Cable est obligé de faire sauter l'île.
Cable retourne vivre avec les X-Men, se plaçant même sous le commandement de Malicia.

### Civil War
Durant le crossover Civil War, Cable joint d'abord le parti de Captain America avant d'accepter l'offre d'amnistie d'Iron Man. 

### Messiah Complex
Le crossover Messiah Complex est suivi par une nouvelle série, Cable, en 2008.
Cable récupère le premier nouveau-né mutant depuis le M-Day, recherché par de nombreuses factions, dont les Maraudeurs. Pour protéger la petite fille, Cable utilise un appareil de voyage temporel, endommagé et ne pouvant aller que dans le futur. Il est traqué par Bishop qui voyait l'enfant comme une menace future pour les mutants et la cause de son propre futur, où les mutants vivaient dans des camps. 
Dans le futur, Cable s'installe à New Liberty et épouse une femme nommée Hope, qui est tuée lors d'une embuscade. Cable renomme la petite Hope, en honneur de sa belle-mère.

## Famille
- Scott Summers (Cyclope, père, décédé)
- Madelyne Pryor-Summers (mère, décédée)
- Jean Grey (mère adoptive, décédée)
- Philip Summers (arrière-grand-père, probablement décédé)
- Deborah Summers (arrière-grand-mère, probablement décédée)
- Christopher Summers (Corsaire, grand-père)
- Katherine Ann Summers (grand-mère, décédée)
- Alexander « Alex » Summers (Havok, oncle)
- Gabriel Summers (Vulcain, oncle, décédé)
- Rachel Summers (demi-sœur)
- Nathaniel « Nate » Grey (X-Man, frère alternatif)
- Stryfe (clone)
- Aliya Dayspring (Jenskott, première épouse, décédée)
- Tyler Dayspring (Genesis, fils adoptif ou biologique, décédé)
- Hope Summers (deuxième épouse, décédée)
- Hope Summers (fille adoptive)
- Alexander Nathaniel Summer (Major X, fils d'un univers alternatif)

## Pouvoirs, capacités et équipement

### Pouvoirs et capacités
Cable est un hybride mi-mutant mi-cyborg. Il est le fils de Scott Summers (Cyclope) et de Madelyne Pryor (le clone de Jean Grey). Il fut contaminé par un virus techno-organique qui affecta la morphologie de son corps, le transformant partiellement en cyborg.  
De sa mère, il détient des pouvoirs télékinésiques et télépathiques que sa condition d'hybride empêche d'utiliser à pleine puissance. De son père, il tient son œil gauche qui a la particularité de luire en permanence. Cependant, contrairement à Cyclope, Cable ne peut pas générer de rafales d’énergie optique, là encore à cause de sa condition d'hybride.
En complément de ses pouvoirs, Cable est un farouche combattant, redoutable au corps à corps et qui manie des armes futuristes à la puissance de feu démesurée.
Son bras gauche et son œil droit techno-organiques lui confèrent des atouts surhumains.
- Son œil lui permet de voir dans le noir total et même à travers la matière.
- À l'instar du Soldat de l'hiver, son bras bionique lui confère une force et une résistance hors normes[5].

### Équipement
Lors de son arrivée du passé, Cable a entrainé avec lui une station orbitale et son équipement complet. La station, baptisée « Graymalkin » (en référence à l'adresse où se trouve l'institut Xavier), s’est disloquée par la suite et a servi de base à X-Force. La base était habitée par une entité nommée « Vaisseau » (Ship) ou « Professeur » puis « Prosh ». Cette entité supervisait les différents équipements et conseillait Cable.
L'équipement de la station orbitale comprenait :
- un équipement de téléportation (transfert corporel) ;
- un caisson de voyage temporel ;
- des véhicules divers (aériens, aquatiques, moto, jeep) ;
- une cache d'armes.

Cable possède également des caches un peu partout à la surface du globe (un chalet en Suisse par exemple).

## Publications du personnage
- Ghost Rider and Cable : Servants of the Dead, 1991, Marvel Comics.
- Cable : Blood and Metal, 2 épisodes, 1992, Marvel Comics.
- Cable (vol. 1), 107 épisodes, 1993-2002, Marvel Comics.
- Askani's Son, 4 épisodes, 1996, Marvel Comics.
- Cable/Prophet, 2 épisodes, 1997, Marvel comics et Maximum Press.
- Wolverine & Cable, « Guts and Glory », one shot, 1999, Marvel Comics.
- Soldier X, 12 épisodes, 2002-2003,  Marvel Comics.
- Cable & Deadpool, 50 épisodes, 2004-2008, Marvel Comics.
- Cable (vol. 2), 26 épisodes, 2008-2011, Marvel Comics.
- Cable & X-Force, 19 épisodes, 2013-2014, Marvel Comics.

## Apparitions dans d'autres médias
Entre 1993 et 1995, le personnage apparaît dans 8 épisodes de la série télévisée d'animation X-Men.
En 2018, il apparaît dans le film Deadpool 2. Cable apparaît également dans la série animée X-Men ’97,  sortie en 2024.